# Svenljunga (commune)
La commune de Svenljunga est une commune suédoise du comté de Västra Götaland, peuplée d'environ  10 720 habitants (2020). Son chef-lieu se situe à Svenljunga.

## Localités principales
- Hillared
- Holsljunga
- Mjöbäck
- Östra Frölunda
- Överlida
- Sexdrega
- Svenljunga

## Notable
- Robin Larsson, champion d'Europe de rallycross 2014.